# Đỉnh Trzy Korony
Trzy Korony (tiếng Anh: Three Crowns, tiếng Slovak: Tri Koruny) là đỉnh của khối núi Three Crowns (Ba vương miện), một phần độc lập của dãy núi Pieniny ở phía nam của Ba Lan. Trzy Korony tạo thành phần trung tâm của một nhóm các khối núi liên kết với nhau được gọi là Pieniny Środkowe, bao gồm chủ yếu là đá vôi và đá bạch vân. Trzy Korony nằm trong Công viên Quốc gia Pieniny ở Lesser Poland Voivodeship.
Đỉnh được ngăn cách với các ngọn núi xung quanh (được gọi là Łysiny Group) bởi đèo Wyżni Łazek, đi xuống các thung lũng sâu với những dòng suối được bao quanh bởi những sườn núi. Trzy Korony bao gồm năm đỉnh nhọn, được làm bằng đá vôi rắn chắc. Đỉnh cao nhất được gọi là Okrąglica. Nó cao 982 mét so với mực nước biển. Trên đỉnh Okrąglica, người ta có thể quan sát toàn cảnh với tầng quan sát và hàng rào kim loại được xây dựng cho khách du lịch. Tầng quan sát nhìn ra Hẻm núi sông Dunajec, có thể chứa tối đa 15 người cùng một lúc.
Đỉnh cao thứ hai (phía đông nam của Okrąglica), được gọi là Płaska Skała, cao 950 mét so với mực nước biển. Đỉnh tiếp theo được gọi là Nad Ogródki nằm ở phía tây nam của Okrąglica, là đỉnh cao thứ ba, cao 940 mét so với mực nước biển. Ở trên đỉnh núi này đã từng có một trạm thời tiết được xây dựng vào năm 1933 và được vận hành thủ công bởi một ẩn sĩ.
Đỉnh thứ tư, được gọi là Pańska hoặc Bryłowa Skała cao 920 mét so với mực nước biển, là khu vực làm tổ cho một loài chim quý hiếm - chim trĩ có đôi cánh màu đỏ thẫm. Ngọn nhỏ nhất của đỉnh Trzy Korony được gọi là Niżnia Okrąglica hoặc còn được biết đến với tên Ganek, Siodło. Nó thấp hơn 80 mét so với đỉnh cao nhất về phía Nam. Niżnia Okrąglica được sử dụng để đặt tầng quan sát ban đầu trước khi tầng quan sát bằng kim loại với các rào chắn được xây dựng trên đỉnh cao nhất, do đó mở rộng bức tranh toàn cảnh Pieniny.

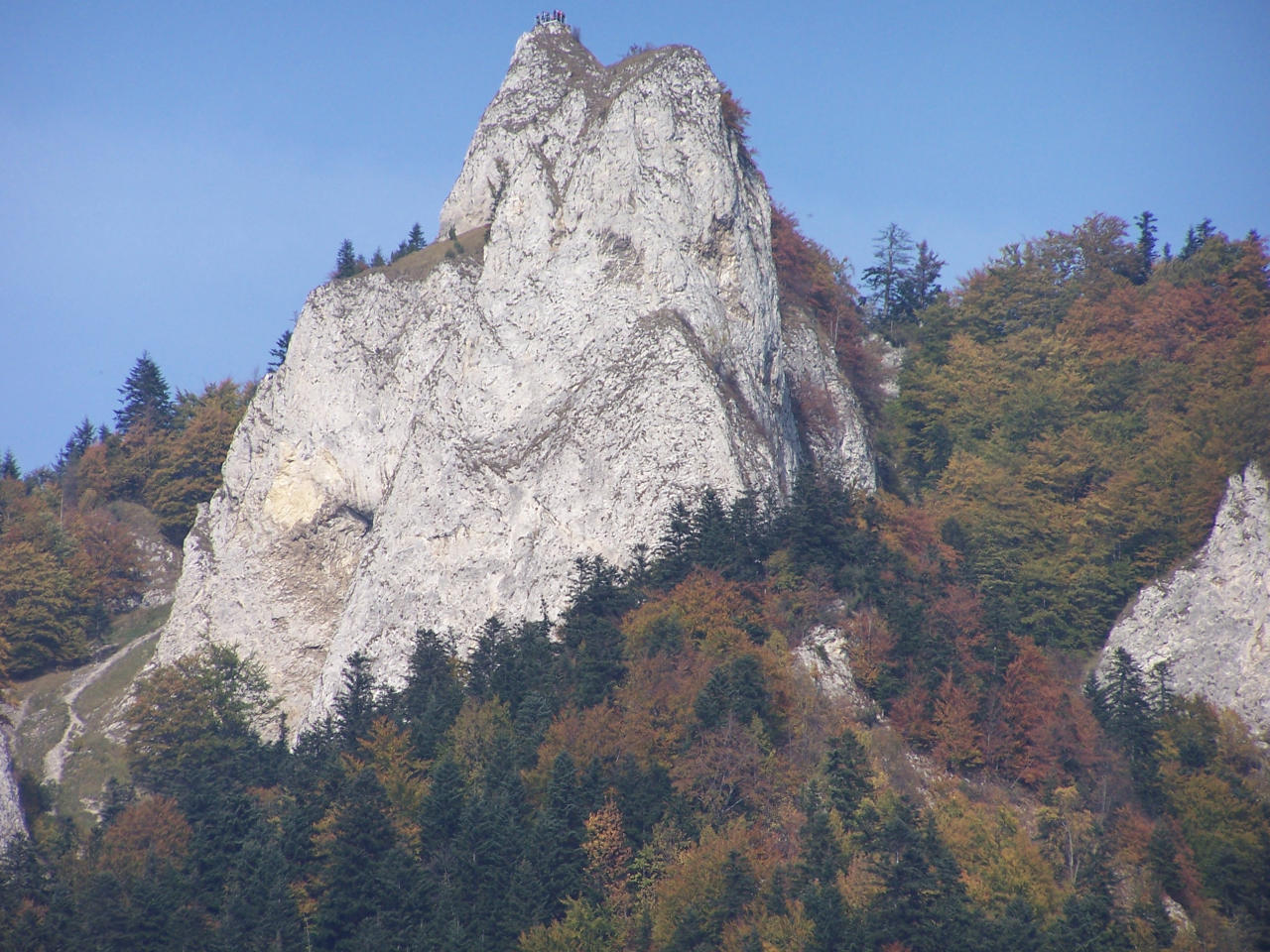
Okraglica, đỉnh cao nhất với tầng quan sát, nhìn từ Płaska Skała

Đỉnh Trzy Korony là một trong những điểm du lịch nổi tiếng nhất ở dãy núi Pieniny. Tầng quan sát cao trên 500 mét (1.600 ft), với một tầm nhìn gần như hoàn hảo xuống hẻm núi sông Dunajec và khu vực rộng lớn của Công viên Quốc gia Pieniny, Dãy núi Tatra, Beskid Sądecki, Núi Gorce và Beskid Zywiecki. Trong thời tiết tốt, người ta có thể nhìn xa đến Babia Góra, cách xa 63 km.
Trzy Korony ban đầu được gọi đơn giản là Pieniny. Năm 1834 (dưới triều đại Áo-Hung), một tên tiếng Đức - Kronenberg đã xuất hiện trong các tài liệu (dịch sang tiếng Ba Lan là Vương miện). Tên hiện tại được giữ từ khoảng năm 1860. Khối ba vương miện chứa ít nhất 7 loài thực vật quý hiếm không thể tìm thấy ở bất kỳ nơi nào khác ở Pieniny, bao gồm cả loài bồ công anh đặc hữu (không may, đã tuyệt chủng) và hoa cúc Złocień Zawadzkiego. Bên cạnh đó, còn có rất nhiều loài thực vật đá vôi quý hiếm, bao gồm Rozchodnik wielki - vật chủ cho loài sâu bướm bướm Pieniny Apollo quý hiếm.

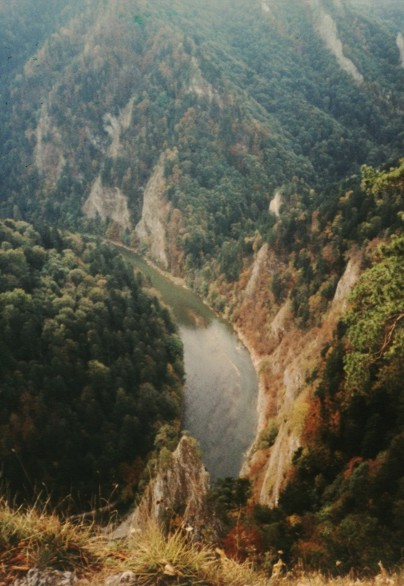
Hẻm núi sông Dunajec

Trzy Korony đã là một điểm thu hút khách du lịch trong một thời gian rất dài. Chuyến đi đầu tiên được ghi nhận lên đỉnh diễn ra vào năm 1767. Khách du lịch lui đến một cách thường xuyên lần đầu tiên khoảng năm 1830. Năm 1906, tuyến đường chính thức đầu tiên lên đỉnh từ Krościenko được dán nhãn màu xanh. Năm 1929 sau khi giải phóng Ba Lan, đỉnh núi đã được chính phủ Ba Lan mua lại từ các chủ sở hữu tư nhân và biến thành Công viên quốc gia Pieniny thành lập năm 1932. Và cuối cùng, vào năm 2001 - 2002, chính quyền của công viên đã xây dựng các đài quan sát bằng kim loại mới với các rào cản để phù hợp với du lịch đại chúng.

## Đường mòn du lịch
Tất cả các con đường mòn dẫn đến đỉnh Trzy Korony từ các con đường chính bên dưới, được đánh dấu màu và nối với nhau dưới đỉnh gọi là Siodło. Từ đó đài quan sát nằm ở đỉnh cao nhất, có thể đến trong 15 phút. Trong mùa du lịch, để vào đài quan sát du khách cần phải trả phí, cho phép được lên đỉnh của Sokolica. Trong thời tiết tốt, đôi khi có hàng dài khách tham quan xếp hàng ở lối vào. Tại ngôi làng Sromowce Niżne ở chân phía nam của đỉnh núi, có một nhà nghỉ nổi tiếng được điều hành bởi Hiệp hội du lịch và tham quan Ba Lan tên là Ba vương miện.
Đỉnh của Trzy Korony có thể lên bằng một số con đường được đánh dấu màu tăng dần từ các thị trấn địa phương khác nhau như Szczawnica, Krościenko nad Dunajcem, Czorsztyn và Sromowce Wyżne.
1. liên_kết= Con đường mòn màu xanh từ Szczawnica dẫn qua những ngọn đồi của Sokolica, Czertezik, Czerteż, Bajków Groń (Sokola Perć) và Zamkowa Góra
2. liên_kết= Con đường màu vàng từ Szczawnica dẫn qua Polana Wyrobek và Przełęcz Szopka trước khi tham gia với con đường mòn màu xanh (ở trên)
3. liên_kết=liên_kết= Những con đường mòn màu vàng và màu xanh từ Krościenko nad Dunajcem dẫn qua Przełęcz Szopka, sau đó dọc theo con đường mòn màu xanh lên đến Siodło. Thời gian gần đúng lên đỉnh là 2 giờ; 1:45 phút trở lại
4. liên_kết=liên_kết= Những con đường mòn màu vàng và màu xanh từ Krościenko qua Zamkowa Góra (Núi Castle) như trên
5. liên_kết=liên_kết= Những con đường mòn màu vàng và màu xanh từ Sromowce Niżne dẫn qua Wąwóz Szopczański, dọc theo Przełęcz Szopka, và sau đó nhập vào với con đường mòn màu xanh dẫn đến Siodło.
6. liên_kết=liên_kết=liên_kết= Những con đường mòn màu vàng, xanh lá cây và xanh dương từ Sromowce Niżne dẫn qua Wąwóz Szopczański, sau đó dọc theo con đường mòn màu xanh lá cây đến Wyżni Łazek trên con đường Kosarzyska và từ đó dọc theo con đường mòn màu xanh tới Siodło. Thời gian gần đúng lên đỉnh là 2 giờ; 1:45 phút trở lại
7. liên_kết= Con đường mòn màu xanh từ Czorsztyn dẫn qua những ngọn núi Przełęcz Osice, Macelak, Przełęcz Trzy Kopce và Przełęcz Szopka về phía Siodło
8. liên_kết=liên_kết= Những con đường mòn màu đỏ và màu xanh từ Sromowce Wyżne - trạm trung chuyển trên Dunajec ở làng Kąty - dẫn đến Przełęcz Trzy Kopce (khoảng 45 phút), nơi chúng nhập vào với con đường mòn màu xanh dẫn từ Czorsztyn